# Huta Batory
Huta Batory (1922–1933 Huta Bismarck, też: Huta Bismarcka; niem. Bismarckhütte) – huta żelaza, która istniała jako podmiot gospodarczy w latach 1873–2013 w Chorzowie-Batorym.
W wyniku przekształceń własnościowych, w latach 2005–2019 jej części zostały skonsolidowane (jako oddziały, spółki i działy), wchodząc w skład grupy kapitałowej lub spółki Alchemia S.A. w Warszawie:
- Alchemia S.A. – Oddział Walcownia Rur Batory (ul. Dyrekcyjna 6),
- Alchemia S.A. – Oddział Stalownia Batory (ul. Dyrekcyjna 6),
- Alchemia S.A. – Oddział Kuźnia Batory (ul. Stalowa 1),zamknięty w 2024 r
- Alchemia S.A. – Dział Zakupów i Dział Handlowy (ul. Dyrekcyjna 6),
- Laboratoria Badań Batory Sp. z o.o. (ul. Dyrekcyjna 6).

## Historia

### Od założenia do I wojny światowej
W dniu 23 września 1872 roku została założona spółka „Kattowitzer Aktiengesellschaft für Eisenhüttenbetrieb” (Katowicka Spółka Akcyjna dla Hutnictwa Żelaza) w Świętochłowicach, która rozpoczęła w tym samym roku budowę huty w Górnych Hajdukach, uruchomionej 2 września 1873 roku. Z inicjatywy pierwszego dyrektora Wilhelma Kollmanna, który organizował budowę, zakład otrzymał nazwę „Bismarckhütte” oraz logo literę „B” w koronie (na cześć kanclerza Ottona von Bismarcka). Pierwotnie hutę tworzył wydział żelaza pudlarskiego i walcownia bruzdowa, a od 1874 roku również walcownia cienkiej blachy. Dzięki dobrej jakości wyrobów, produkcja zakładu rozwijała się systematycznie, pomimo trwającego w latach 70. XIX wieku kryzysu ekonomicznego. Stabilna sytuacja finansowa spółki zachęcała potencjalnych inwestorów do zakupu jej akcji. Dzięki zdobytym środkom w 1889 roku rozpoczęła się intensywna rozbudowa zakładu o nowe wydziały specjalizujące się w produkcji wyrobów ze stali jakościowej: pieców martenowskich (1890), odlewnię staliwa (1890), walcownię rur (1896), walcownię tzw. grubej stali (1901), walcownię grubej blachy (1901). W 1906 roku spółka „Bismarckhütte” odkupiła od księcia Guida Henckla von Donnersmarcka hutę „Bethlen-Falva” w Świętochłowicach (zyskując znajdujące się tam: koksownię, wielkie piece, stalownię i walcownię), oraz kopalnie rudy żelaza w okolicy Piekar Rudnych i Tarnowskich Gór. W efekcie modernizacji o rozbudowy dwóch części huty, tzw. Unterwerku (starej) i Oberwerku (nowej, założonej w 1896 roku), zakład dysponował 9 wyspecjalizowanymi wydziałami, umożliwiającymi szeroko zakrojoną produkcję różnorodnych wyrobów stalowych i żeliwnych przeznaczonych dla przemysłu ciężkiego, okrętowego, zbrojeniowego, energetycznego, kolei, kopalń, hut, budowy wodociągów, czy instalacji gazowych, jak również do produkcji instrumentów muzycznych, zegarów, czy artykułów piśmienniczych. W 1914 roku huta uruchomiła również wydział produkcji benzolu. Zakład posiadał własną elektrownię, działały w nim też laboratoria chemiczne i metalograficzne. W trakcie I wojny światowej huta, pracująca głównie na potrzeby przemysłu zbrojeniowego, osiągała bardzo dobre wyniki finansowe, stając się jedną z najbardziej rozpoznawalnych spółek w Cesarstwie Niemieckim.
Huta „Bismarck” wybudowała w Górnych i Dolnych Hajdukach przeszło 150 zakładowych budynków mieszkalnych dla swoich pracowników (odrębne budynki dla dyrektorów, urzędników i robotników), zaopatrzonych m.in. w instalację gazową i wodociągową. Dla nieżonatych pracowników zbudowano hotel robotniczy (Arbeiterheim) z 250 miejscami noclegowymi, stołówką, własną kuchnią, biblioteką z czytelnią i obszernym ogrodem wypoczynkowym. Ponadto postawiono budynki kasyna (dla urzędników), kantyny (dla robotników), pralni parowej, przedszkola oraz szpitala hutniczego z 65 łóżkami dla chorych pracowników (Bismarckhospital, 1892). Najokazalszym wzniesionym obiektem nieprodukcyjnym był jednak budynek zarządu i biur huty, oddany do użytku w 1915 roku.

### 1918–1945
Po zakończeniu wojny, na terenie Górnego Śląska rozpoczęła się rywalizacja między Polską a Niemcami o przyszłość polityczną regionu. Wydarzenia te wywołały proces przemian własnościowych w lokalnym przemyśle. W 1920 roku zakład został wykupiony przez niemieckiego przemysłowca Fryderyka Flicka, który w kolejnych latach dokonał wykupu kolejnych górnośląskich przedsiębiorstw. W następstwie tego w latach 20. XX wieku połączono ją z „Katowicką Spółką Akcyjną dla Górnictwa i Hutnictwa” oraz hutą „Silesia” w Paruszowcu. W 1922 roku, gdy doszło do podziału Górnego Śląska, huta „Bismarck” znalazła się na terenie Polski. Kilka lat później w wyniku dalszych machinacji finansowych zakład wszedł w skład przejętego przez państwo koncernu „Wspólnota Interesów Górniczo-Hutniczych S.A.”. W latach 1923–1925 dyrektorem huty był Antoni Balcar.

#### Zmiana nazwy huty
W 1933 roku, w ramach przygotowanej akcji polonizacji i etatyzacji przemysłu w województwie śląskim, rozpoczętej od „Wspólnoty Interesów Górniczo-Hutniczych S.A.”, udało się ekipie wojewody śląskiego Michała Grażyńskiego doprowadzić do aresztowań i zwolnień niemieckich dyrektorów spółki. Sterowani przez ludzi wojewody polscy urzędnicy hut „Bismarck” i „Bethlen-Falva” wystosowali na walnym zgromadzeniu petycję do generalnej dyrekcji spółki o wydanie zarządzenia wprowadzającego natychmiast język polski jako urzędowego w jej strukturach. Pozostawiony na stanowisku Polak, dyrektor Zygmunt Przybylski, wydał 16 września odpowiedni dokument, „czyniąc zadość żądaniom pracowników”. W niedzielę 24 września zorganizowano wspólny wiec pracowników huty i mieszkańców Hajduk Wielkich, żądających zmiany nazwy „Bismarck” na przygotowaną przez urzędników „Batory”. Nową nazwę huty zatwierdzono 8 listopada 1933 roku. Wybór patrona był podyktowany względami praktycznymi, tj. koniecznością zachowania znaku firmowego (litera „B” – Batory, korona – król).
W trakcie II wojny światowej zakład ponownie pracował na potrzebę niemieckiego przemysłu zbrojeniowego. Władze okupacyjne powróciły do niemieckiej nazwy zakładu, a w 1942 roku utworzono nową spółkę „Königs- und Bismarckhütte Aktiengesellschaft”.

### Okres powojenny
Po zakończeniu II wojny światowej w wyniku procesu nacjonalizacji przemysłu huta „Batory” przeszła na własność państwa, równocześnie tracąc należące dotychczas do niej zakłady. W latach 50. XX wieku rozpoczęto proces modernizacji zakładu obejmujący modernizację stalowni oraz remont kapitalny działających tutaj walcowni. W latach 60. XX wieku w hucie po raz pierwszy zastosowano nowatorską metodę kucia wałów korbowych tzw. metodą TR, która później została wdrożona w wielu kuźniach na całym świecie.
Po zakończeniu procesu transformacji ustrojowej w 1992 roku huta „Batory” została przekształcona w spółkę akcyjną. Rozpoczęta wówczas restrukturyzacja przedsiębiorstwa zakończyła się podziałem huty na szereg samodzielnych spółek. W ramach huty „Batory” pozostał jedynie wydział stalowni oraz walcowni rur.
Od 2005 roku poszczególne części podzielonej huty wykupiła spółka Alchemia S.A., przejmując całość produkcji:
- 2005 – spółkę Huta Batory (przejęto 100% udziałów),
- 2006 – spółkę remontową Batory Serwis oraz Laboratorium Badań Batory,
- 2007 – Kuźnię Batory.

Na bazie zakupionych spółek Alchemia S.A. utworzyła w Chorzowie trzy oddziały: Walcownia Rur Batory (2014), Stalownia Batory (2014), Kuźnia Batory (2018) oraz Dział Zakupów i Dział Handlowy. Funkcjonuje tu też zależne od spółki Laboratorium Badań Batory.
Kuźnia Batory została postawiona w stan likwidacji w 2024 roku.

## Galeria

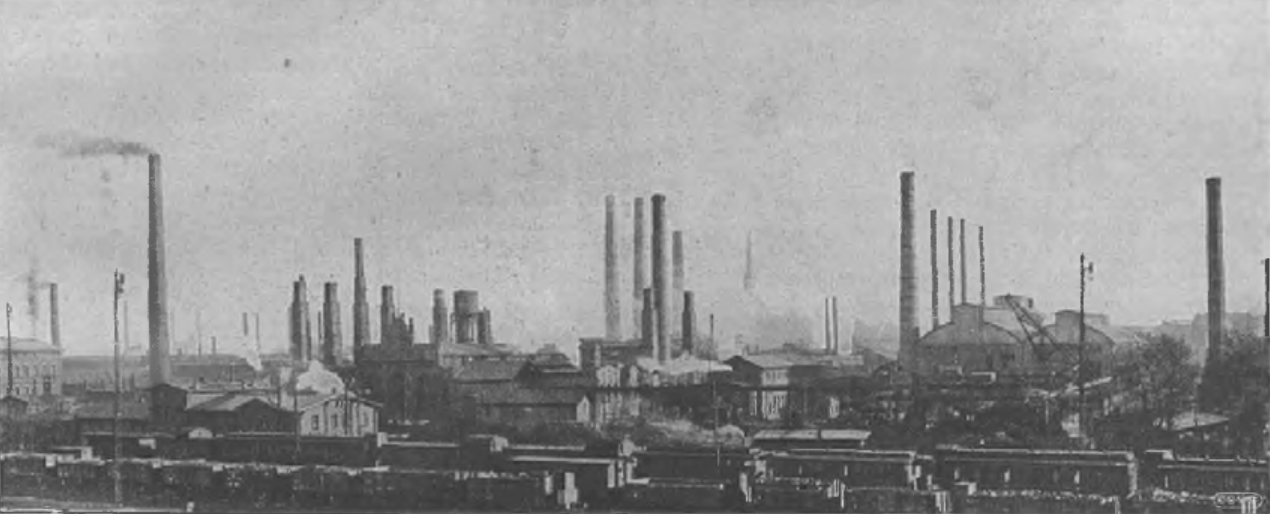
Huta Bismarcka (przed 1928)
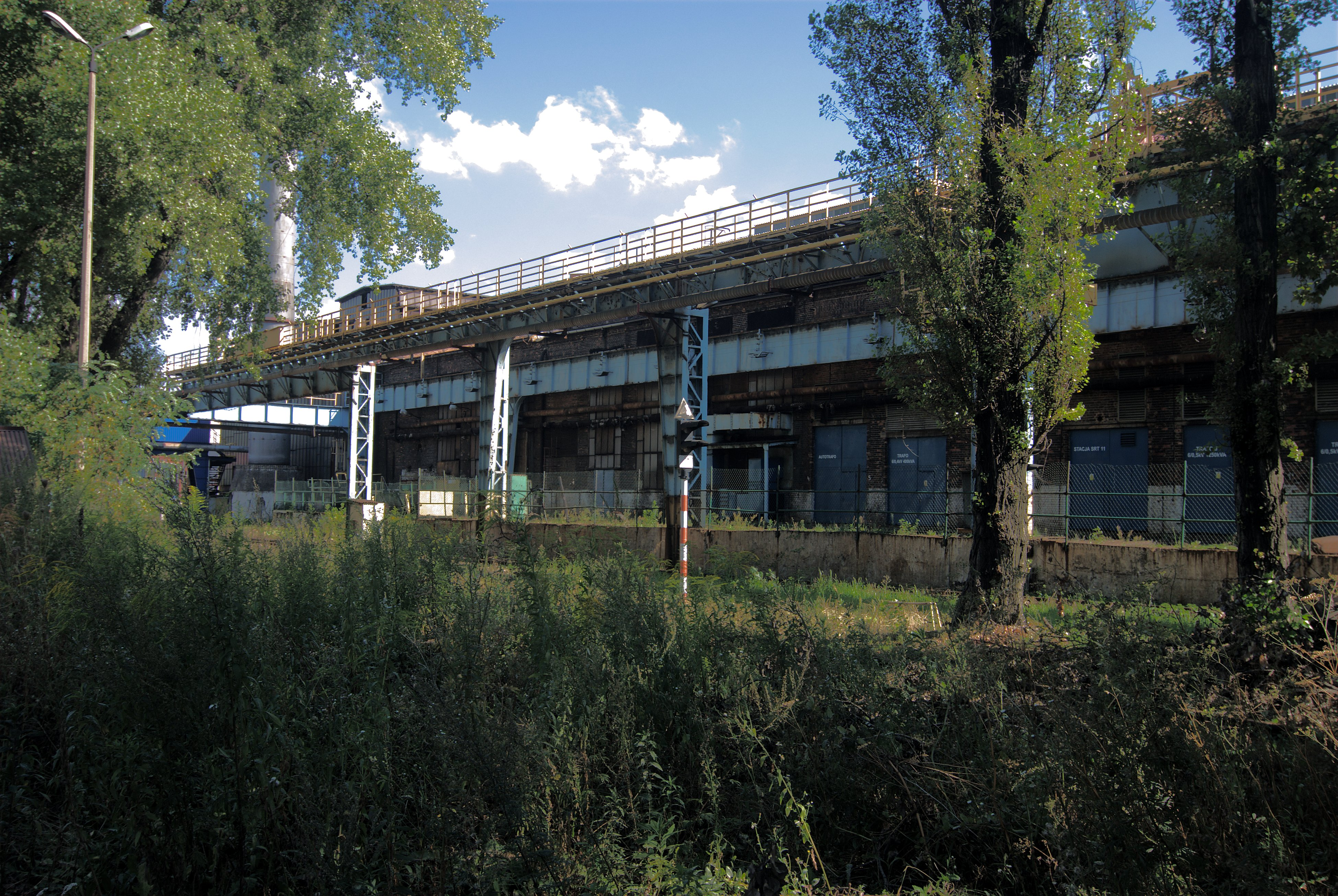
Plac suwnicowy (2013)
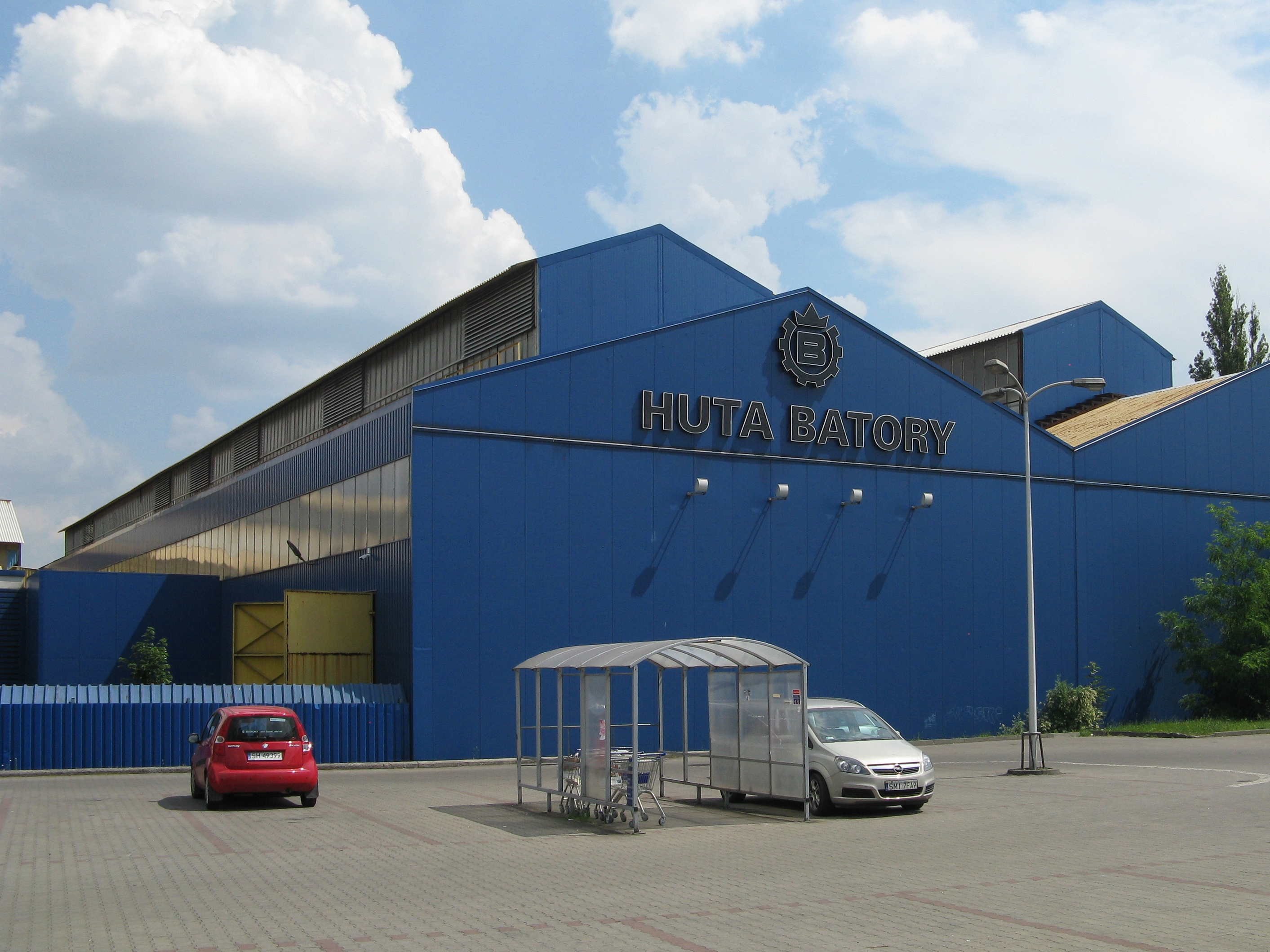
Widok z ul. Stefana Batorego (2018)
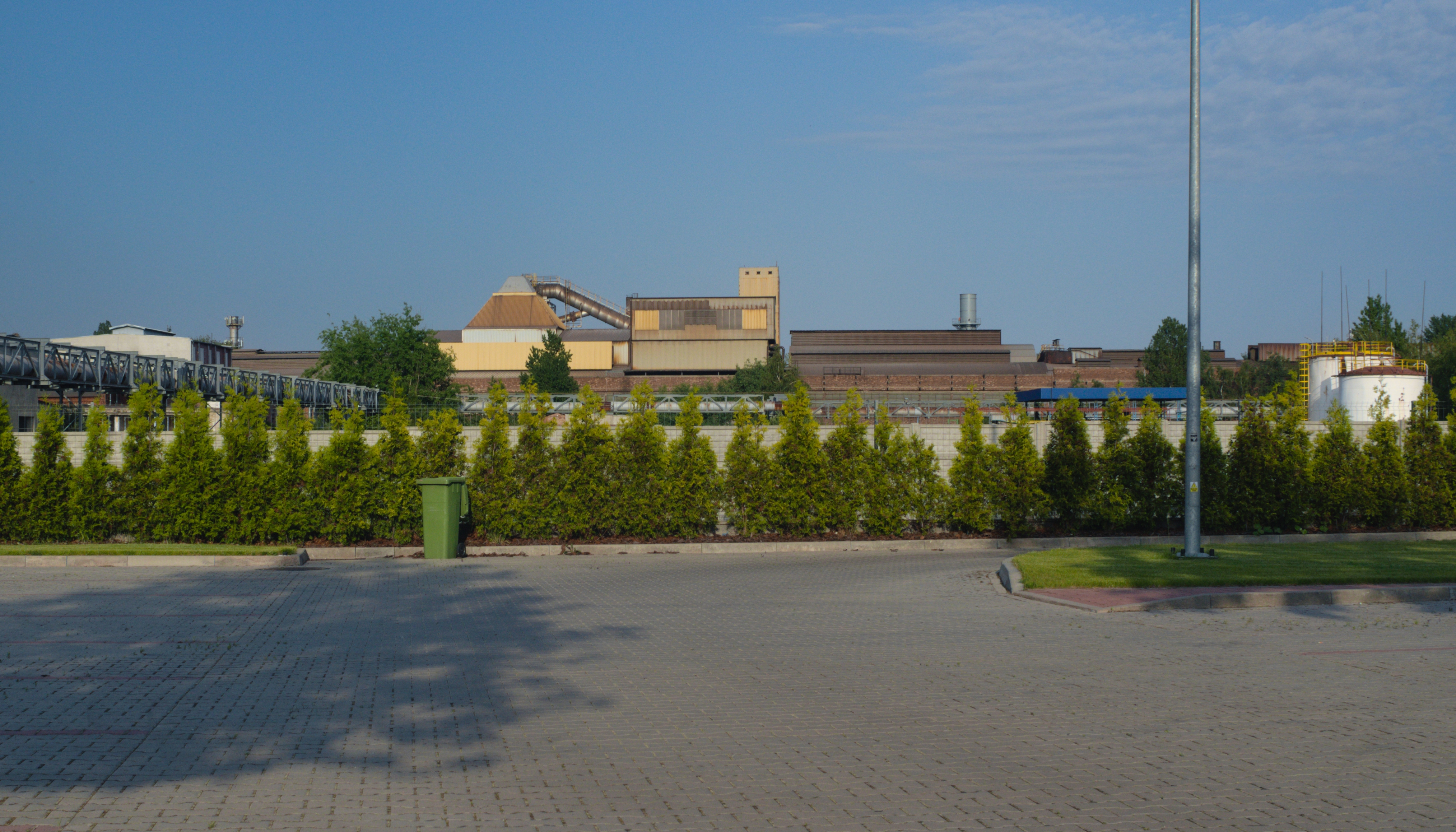
Widok z zachodu od ul. Kaliny (2020)
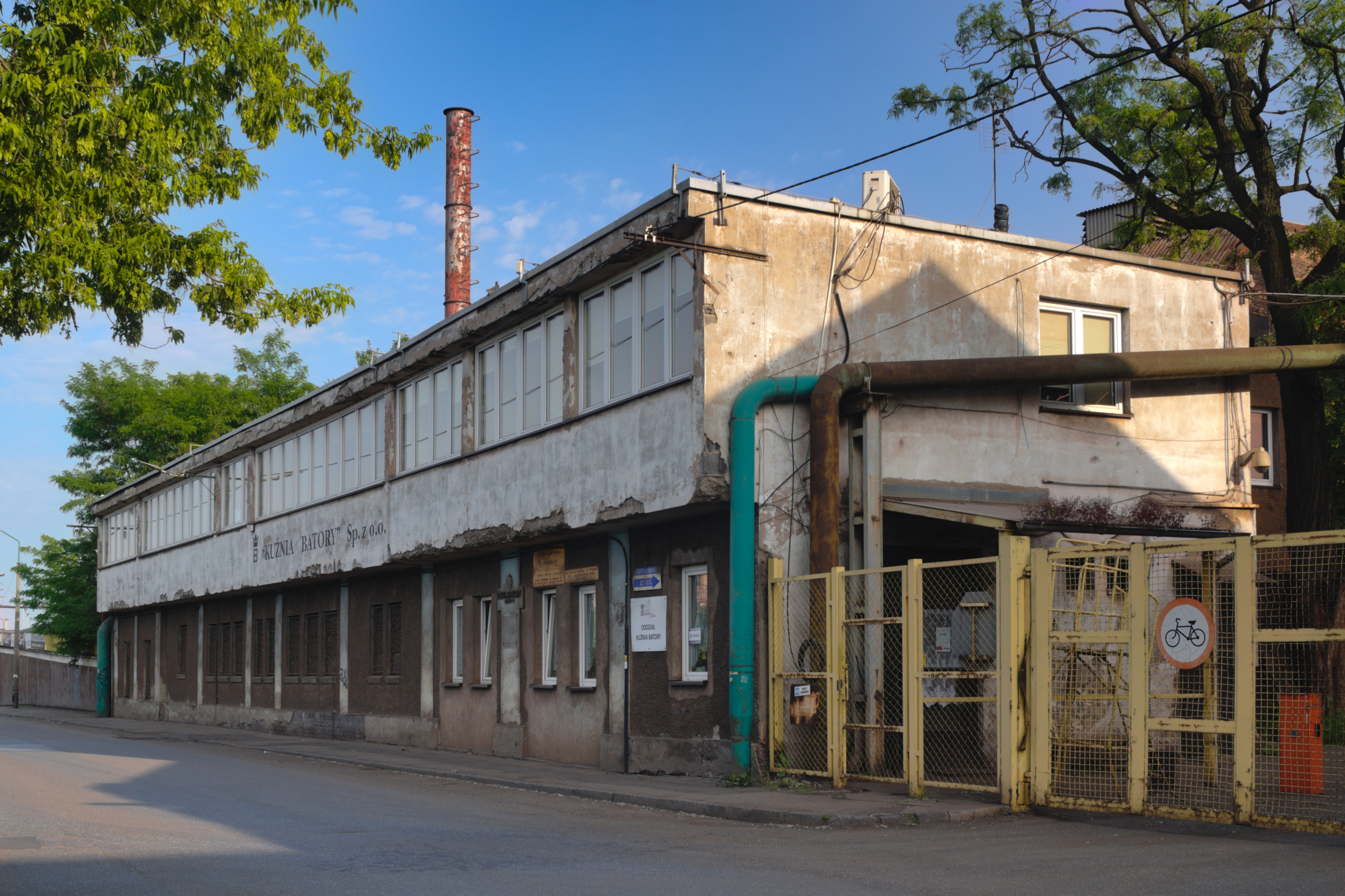
Kuźnia Batory przy ul. Stalowej (2020)
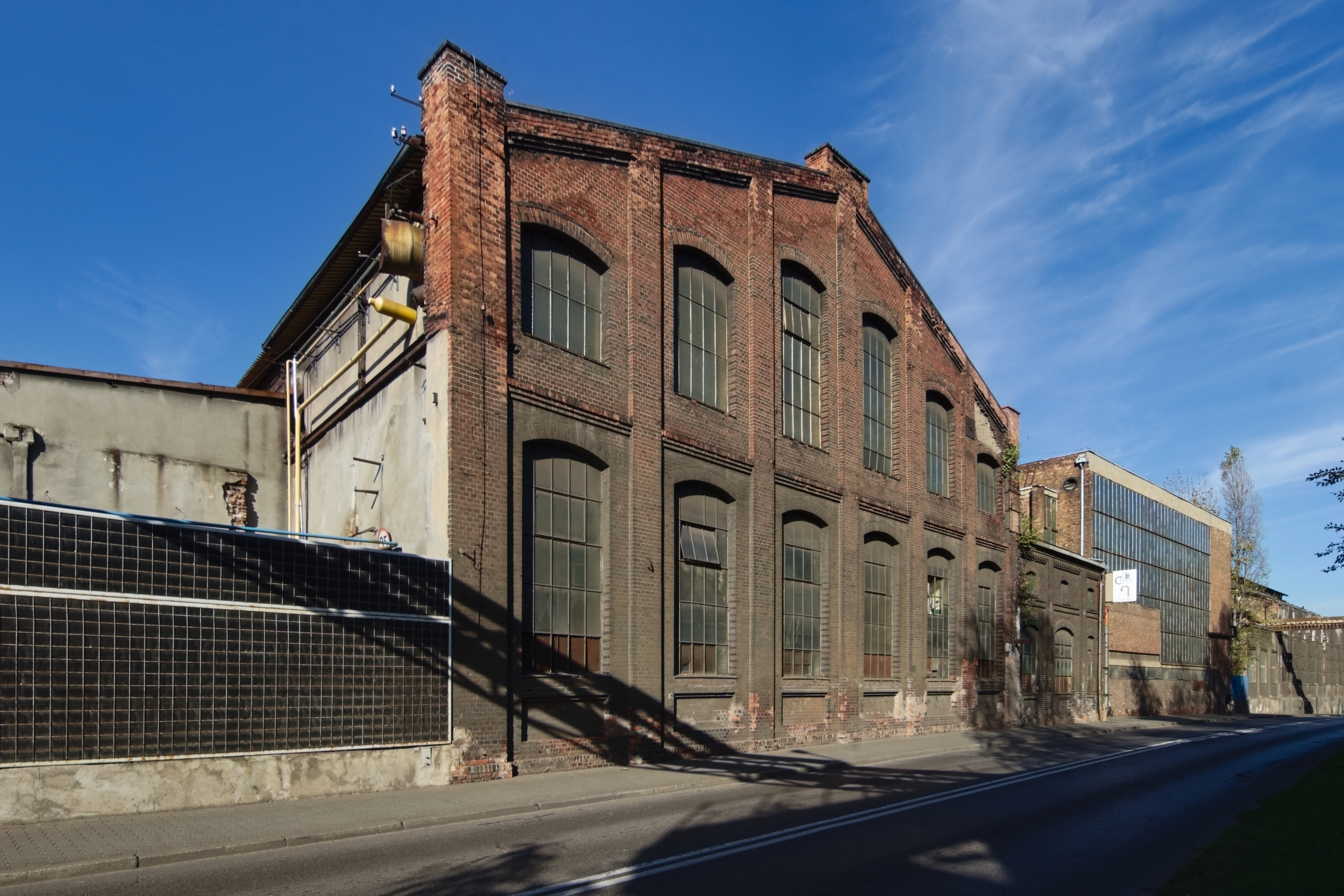
Hala huty przy ul. Szpitalnej (2022)